# Shisochin
Shisochin è un kata di karate, maggiormente noto nello stile del Gōjū-ryū e del Shito-Ryu.

## Caratteristiche nello stile Gōjū-ryū
Shisochin è il quindicesimo kata di karate dello stile Gōjū-ryū ed il quinto dei kata superiori (Kaishuu kata).
È di origine cinese ed è stato insegnato a Higaonna Kanryō dal maestro Ryū Ryū Ko nel tempio Tempio Shaolin Shoreiji in Cina. 
Secondo un'interpretazione significa "4 monaci tranquilli" o "quattro porte del conflitto" oppure ancora "battaglia in quattro direzioni"; secondo un'altra interpretazione vuol dire "vera potenza". 
Stando al nome cinese "shizhenjing", shi vuol dire "vera potenza", zhen vuol dire strangolare/premere e jing significa forza/energia, difatti il kata insegna tecniche di strangolamento e pressione e altresì la difesa da queste.
Di solito viene eseguito per l'esame di cintura nera 4º dan, assieme al kata Sesan.

## Tecniche del kata nello stile Gōjū-ryū
Questo kata insegna a liberarsi dagli attacchi di strangolamento e di leva e a schivare le tecniche di proiezione, contrattaccando, rompendo il braccio dell'avversario con il gomito.